# Angulyagra microchaetophora
Angulyagra microchaetophora е вид охлюв от семейство Viviparidae. Видът не е застрашен от изчезване.

## Разпространение и местообитание
Разпространен е в Индия (Асам, Манипур и Нагаланд).
Обитава сладководни басейни и реки.